# Bronów (Dobromierz)
Bronów je polská vesnice nacházející se v Dolnoslezském vojvodství mezi městy Bolków a Strzegom na jihu Polska. Tvoří ji několik domů na silnici spojující Dobromierz na jihu a Kłaczyna na severu. Přes vesnici vede cyklostezka.

## Galerie

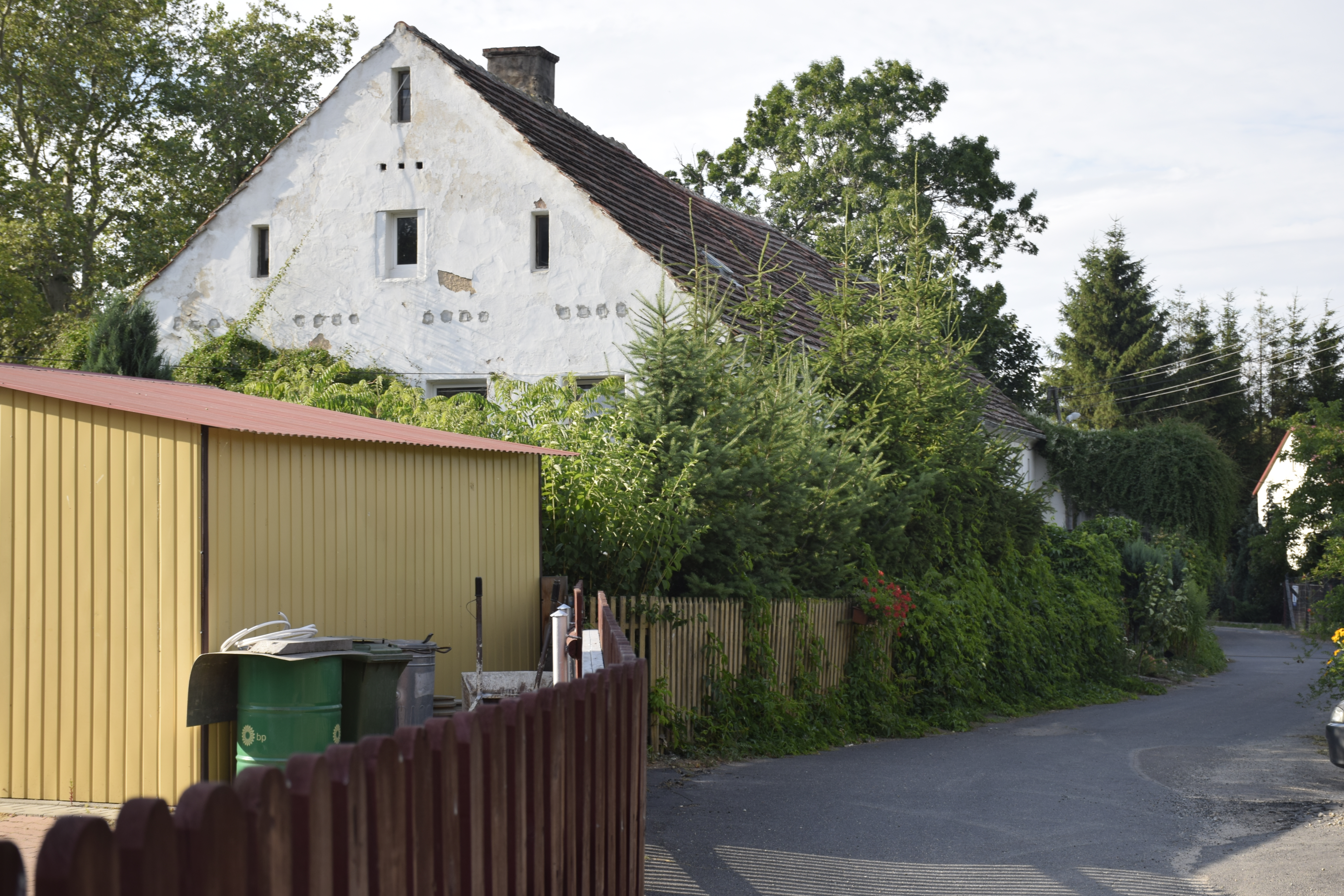
Dům
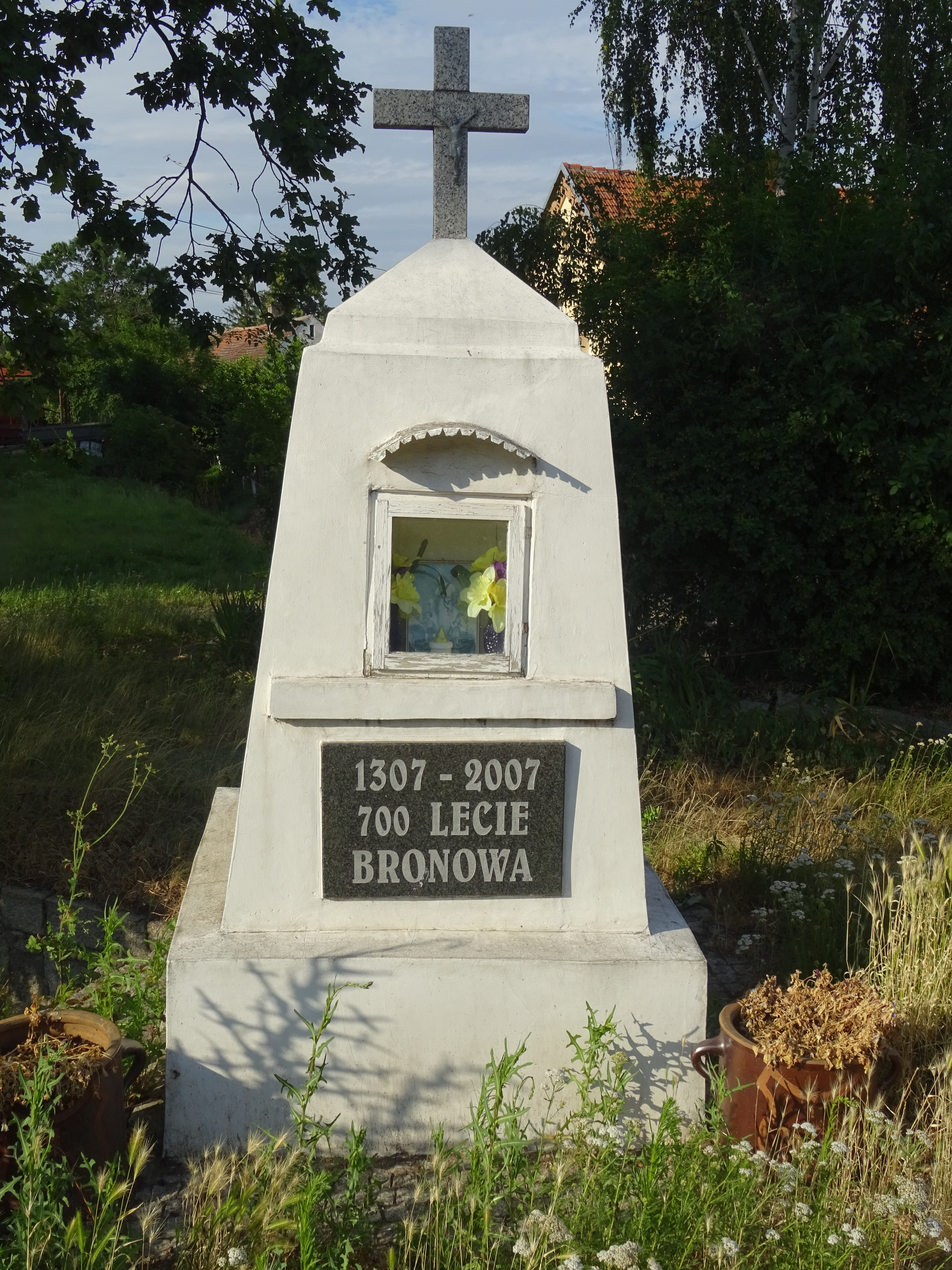
Křížek
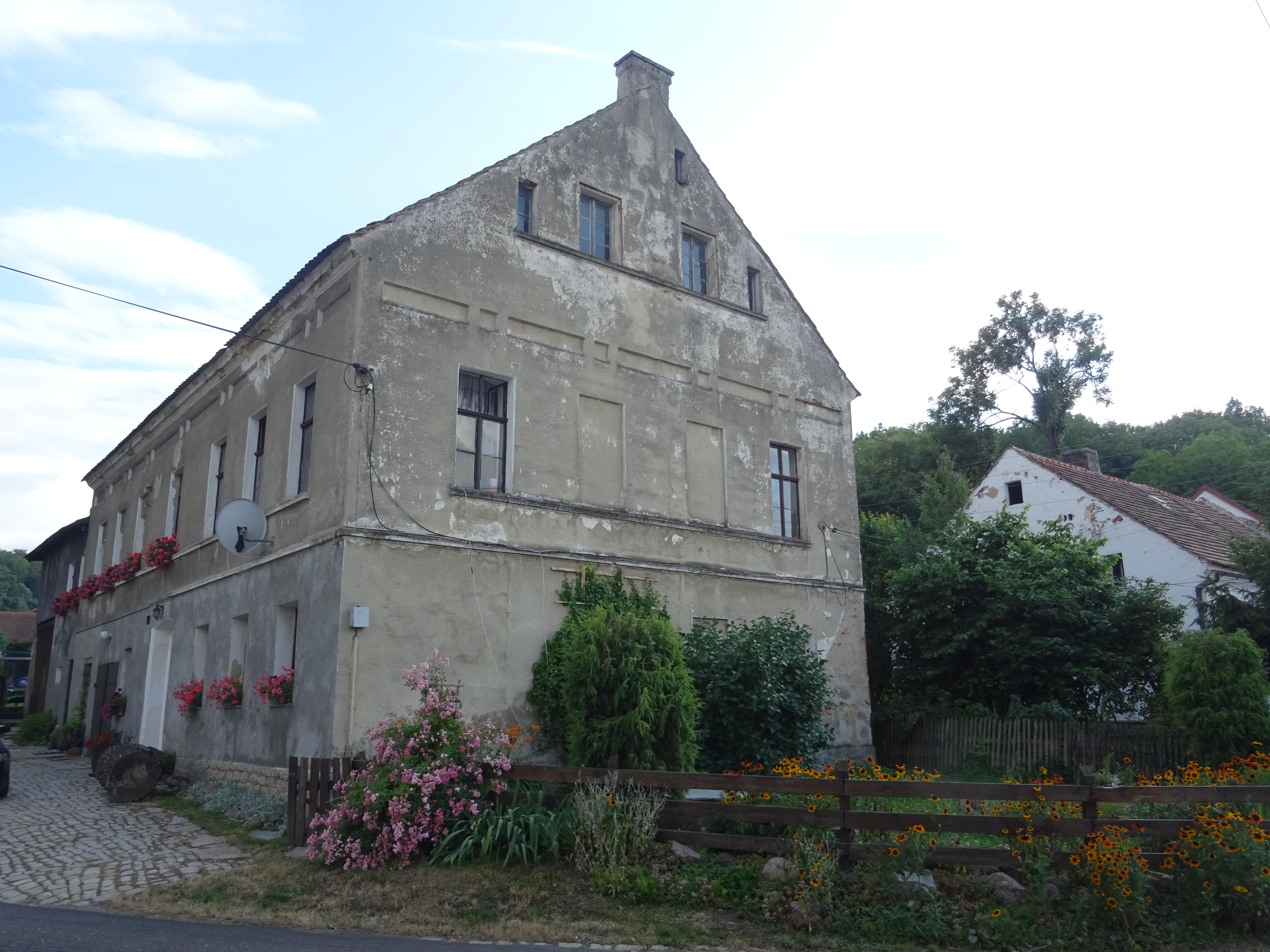
Dům
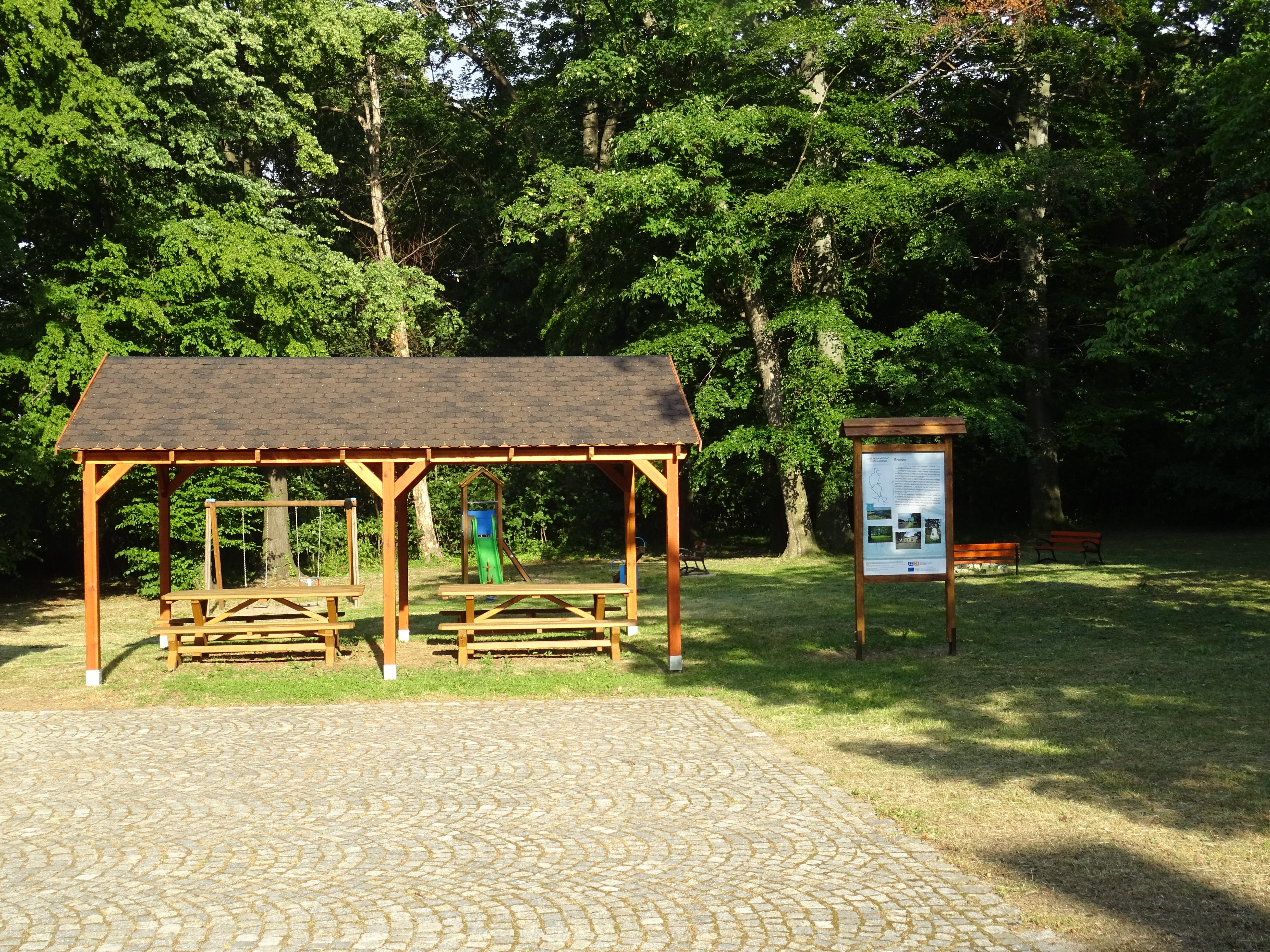
Odpočívka
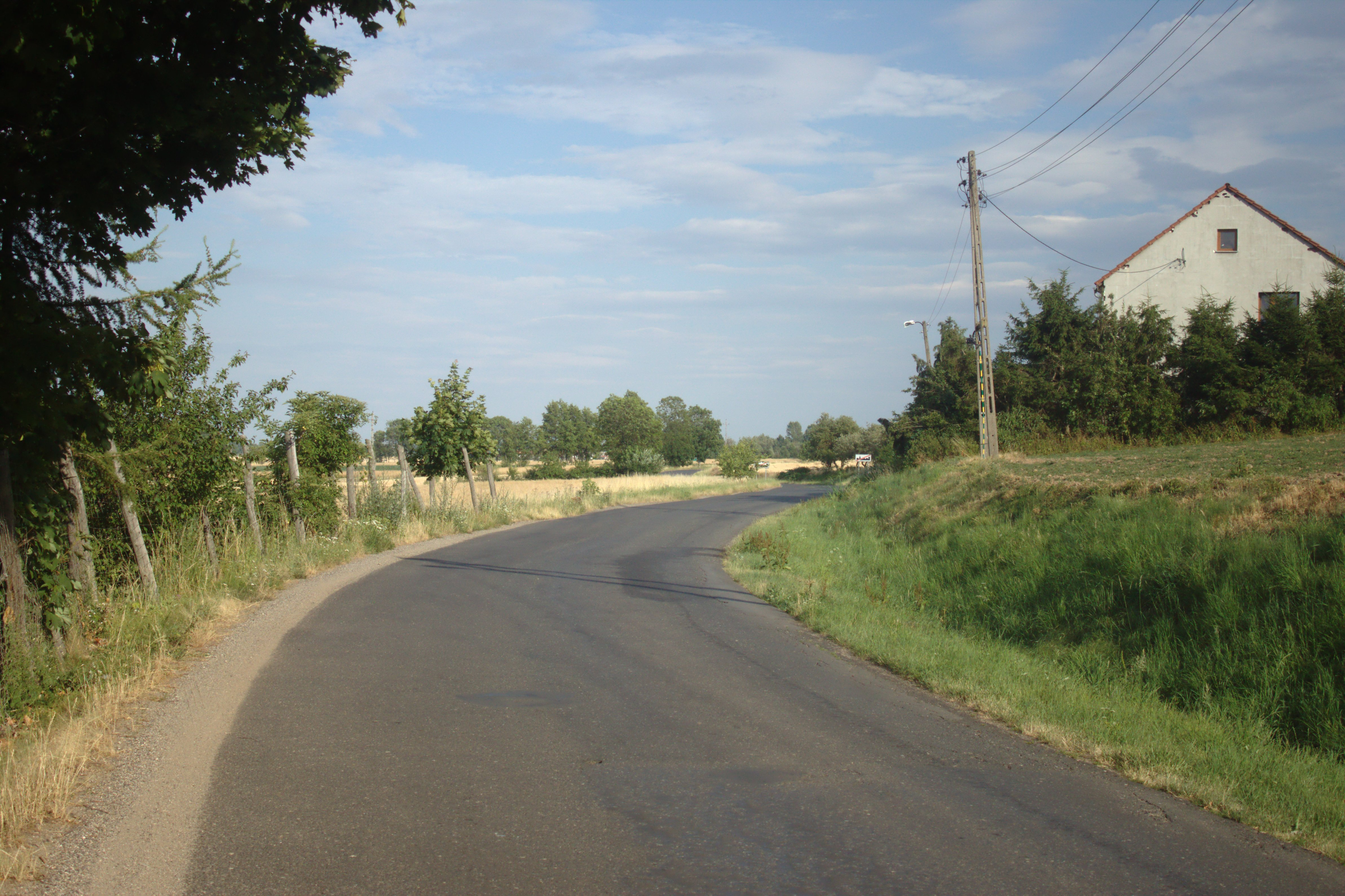
Silnice